# Ricinocarpos
Genre
Ricinocarpos est un genre de plantes à fleurs de la famille des Euphorbiaceae.

## Liste des espèces
Selon World Checklist of Selected Plant Families (WCSP) (21 janvier 2018) :
- Ricinocarpos bowmanii F.Muell. (1859)
- Ricinocarpos brevis R.J.F.Hend. & Mollemans (2007)
- Ricinocarpos canianus Halford & R.J.F.Hend. (2007)
- Ricinocarpos crispatus Halford & R.J.F.Hend. (2007)
- Ricinocarpos cyanescens Müll.Arg. (1865)
- Ricinocarpos glaucus Endl. (1837)
- Ricinocarpos gloria-medii J.H.Willis (1975)
- Ricinocarpos graniticus Halford & R.J.F.Hend. (2007)
- Ricinocarpos ledifolius F.Muell. (1859)
- Ricinocarpos linearifolius Halford & R.J.F.Hend. (2007)
- Ricinocarpos marginatus Benth. (1873)
- Ricinocarpos megalocarpus Halford & R.J.F.Hend. (2007)
- Ricinocarpos muricatus Müll.Arg. (1865)
- Ricinocarpos oliganthus Halford & R.J.F.Hend. (2007)
- Ricinocarpos pilifer Halford & R.J.F.Hend. (2007)
- Ricinocarpos pinifolius Desf. (1817)
- Ricinocarpos psilocladus (Müll.Arg.) Benth. (1873)
- Ricinocarpos rosmarinifolius Benth. (1873)
- Ricinocarpos ruminatus Halford & R.J.F.Hend. (2007)
- Ricinocarpos speciosus Müll.Arg. (1864)
- Ricinocarpos stylosus Diels (1904)
- Ricinocarpos trachyphyllus Halford & R.J.F.Hend. (2007)
- Ricinocarpos trichophorus Müll.Arg. (1865)
- Ricinocarpos trichophyllus Halford & R.J.F.Hend. (2007)
- Ricinocarpos tuberculatus Müll.Arg. (1865)
- Ricinocarpos undulatus Lehm. (1848)
- Ricinocarpos velutinus F.Muell. (1875)
- Ricinocarpos verrucosus Halford & R.J.F.Hend. (2007)